# 新田邦光
新田 邦光（にった くにてる、文政12年12月5日〈1829年12月30日〉 - 1902年〈明治35年〉11月25日）は、幕末の志士、明治期の神道家で、神道修成派の教祖。

## 生涯
文政12年12月5日、阿波国美馬郡拝原村（現在の徳島県美馬市）の郷士竹澤平太と母・曾米（田村氏の女）の三男として生まれる。初名は寛三郎。幼少の頃より南朝の英雄・新田義貞の弟脇屋義助の末裔であるという、家に伝わる旧記を読み、勤王を自覚し文武の道に励んだため、7歳にして論語を暗記した。
弘化4年（1847年）、山陰、山陽諸国を巡遊。神道家として、嘉永元年（1848年）20歳の時、布教伝道の志を立てる。これを修成派では立教元年としている。また勤王の志士として、粟田宮や岩倉具視、梅田雲浜、橋本左内らと交遊し、嘉永6年（1855年）には大森の海岸警備に参加し、アメリカ艦隊が浦賀に来航した際、江戸鎮撫に尽力した。安政3年（1856年）、徳島藩に対し海防に関する建言を行う。安政4年（1857年）には、淡路砲台建設や海防に関して幕府に建白を行う。安政5年（1858年）には国体に関して朝廷へ建白、『神風秘策』を著述し上書した。また京都聖護院村で門人の教化を開始した。安政6年（1859年）、諸国を布教遊説し、神道を鼓吹し、報国至誠を喚起。特に阿波藩士に対しては文武の道、兵法を講じた。その講述が『教道大意』である。文久3年（1863年）、大学校設立、人材登用の件を学習院に建白する。同年7月14日、天皇親政、廟議討論の急務を建白した。慶応2年（1866年）12月、孝明天皇崩御につき神葬祭にすべきことを建白した。慶応3年（1867年）10月、王政復古につき神祇官再興の急務を建白。同年12月、神祇官再興の令がくだり、神祇官御用掛に就任した。慶応4年（1868年）濃飛鎮撫の大命を拝して門人と共に官軍として出兵し、戦わずにして飛騨郡代の笠松を鎮定したが、武蔵国忍藩により年貢半減問題などで嫌疑にかけられ、同年4月14日より半年間忍城内に幽閉された。幽閉中は大病に罹るなどの困難も加わったが、神の御加護により生死の境を越えたことにより宗教的回心に達したという。同年10月、阿波に帰郷した。
明治2年（1869年）、旧姓である新田氏に復し、邦光と称した。国事に関しての建白を重ねた。1872年4月には、修成道の教法によって教導職大講義となり、教導に専念した。古事記、日本書紀の神道聖典に源由した哲理であり神道神学の神髄である「修理固成光華明彩」の教法によって開教する。明治6年（1873年）8月に「修成講社」の創立が教部省より許可され、明治8年（1875年）権少教正に就任した。明治9年（1876年）10月23日に一派独立が許可され、その初代管長に就任した。明治10年（1877年）3月、修成講社本部を有栖川宮邸内より本郷駒込に移転。同年4月、少教正に就任。全国各地の分局を巡教した。明治11年（1878年）修成講社本部を埼玉県に移転させた。明治12年（1879年）中教正に就任。明治16年（1883年）12月、修成講社独立7周年祭典を挙行。宮内省より金50円が下賜された。明治17年（1884年）4月、権大教正に就任。明治24年（1891年）3月、特旨により従五位が叙位される。
東京市本郷区駒込西片町に於いて逝去。享年74歳。墓所は染井霊園。

## 著書
- 『教道大意』
- 『回天策用行録』
- 『軍備将略』